# Barxeta
Barxeta – gmina w Hiszpanii, w prowincji Walencja, we wspólnocie autonomicznej Walencja, o powierzchni 28,52 km². W 2011 roku liczyła 1637 mieszkańców.